# Kōji Seto
Kōji Seto ( (瀬戸 康史?, Seto Kōji); Kama, 18 maggio 1988) è un cantante e attore giapponese.

## Carriera
Soprannominato Setomaru (瀬 戸 丸), ha due sorelle più giovani (Saori e Arissa). Il suo sogno da bambino era quello di diventare veterinario; questo almeno fino a 15 anni, quando vide in tv il dorama Orange Days con Satoshi Tsumabuki, la cui bravura gli fece scattare improvviso il desiderio di provar anche lui a fare l'attore.
È stato lanciato nel 2005, dove interpreta la parte dello snob antagonista principale del protagonista nella commedia per la Tv Rocket boys. Alla fine di quello stesso anno debutta nel campo musicale all'interno d'uno spettacolo d'intrattenimento televisivo.
A partire dalla primavera 2006 abbandona il costante pendolarismo che lo portava dalla sua città natale alla capitale e viceversa, per andar a viver da solo a Tokyo. Alla fine dell'anno gli viene offerto il primo ruolo da protagonista in un film, Tonari no 801-chan, come il remissivo adolescente che cerca d'affrontar la passione trasbordante della fidanzata per tutto ciò che concerne il genere yaoi.
La sua versatilità artistica camaleontica gli permette di impersonar contemporaneamente parti più leggere e comiche (Otomen) ad altre altamente drammatiche (vedi Koizora (serie televisiva)). Proprio l'adattamento in dorama del romanzo "Koizora" fa di lui uno dei principali attori del momento. Successivamente ha interpretato il ragazzo geniale ma combattuto nel dorama Atashinchi no Danshi, seguita subito dopo da una parte più leggera nell'adattamento live action del manga Otomen ove è co-protagonista assieme a Masaki Okada.
Nel 2010 è stato citato come uno degli attori più promettenti, dovuto al suo ruolo con "Kamen Rider Kiva"; è stato anche il cantante dei J-Rock Band, TETRA-FANG. Koji è membro del gruppo di recitazione D-BOYS e dal 2010 fa parte del gruppo J-pop D-Date; in quello stesso anno partecipa al dorama scolastico Tumbling (serie televisiva) ov'è il leader di un gruppo di ragazzi che decide di dedicarsi alla ginnastica artistica.
Del 2009 è la sua partecipazione alla pellicola cinematografica di genere horror ispirata alla serie di film Ju-on (serie di film), del 2011 Moshidora (film di genere sportivo-scolastico tratto dall'omonimo anime) mentre del 2012 è Sadako 3D, thriller recitato assieme all'amico e collega Yūsuke Yamamoto.

## Filmografia

### Cinema
- Tôkyô tawâ: Okan to boku to, tokidoki, oton, regia di Jōji Matsuoka (2007)
- Tenshi ga kureta mono, regia di Shinichiro Nakata (2007)
- Gekijô-ban Kamen raidâ Den'ô & Kiba: Kuraimakkusu deka, regia di Osamu Kaneda (2008)
- Gekijôban kamen raidâ Kiba: Makaijô no ô, regia di Ryuta Tasaki (2008)
- Ju-on: Kuroi shōjo, regia di Mari Asato (2009)
- Kamen raidâ x Kamen raidâ W & Dikeido Movie taisen 2010, regia di Ryuta Tasaki (2009)
- Ranwei bîto, regia di Kentarō Ōtani (2011)
- Moshi kôkô yakyû no joshi manêjâ ga Dorakkâ no 'Manejimento' o yondara, regia di Makoto Tanaka (2011)
- Sadako 3D, regia di Tsutomu Hanabusa (2012)
- Sadako 3D 2, regia di Tsutomu Hanabusa (2013)
- Judge, regia di Yo Kohatsu (2013)
- Boku wa tomodachi ga sukunai, regia di Takurô Oikawa (2014)
- Watashi no Hawaii no arukikata, regia di Kōji Maeda (2014)
- Gassô, regia di Tatsuo Kobayashi (2015)
- Mikkusu., regia di Jun'ichi Ishikawa (2017)
- Naratâju, regia di Isao Yukisada (2017)
- Netemo sametemo, regia di Ryūsuke Hamaguchi (2018)
- Ningen shikkaku: Dazai Osamu to 3-nin no onnatachi, regia di Mika Ninagawa (2019)
- Jiko Bukken: Kowai Madori, regia di Hideo Nakata (2020)
- Gekijôban Rupan no Musume, regia di Hideki Takeuchi (2021)
- The Confidence Man JP: Episode of the Hero, regia di Ryô Tanaka (2022)
- Ai nanoni, regia di Hideo Jôjô (2022)
- Ikoku Nikki, regia di Natsuki Seta (2024)
- Suomi no Hanashi wo Shiyou, regia di Kōki Mitani (2024)

### Televisione
- Rocket Boys (2006) Serie TV
- Happii★Bōizu  (ハッピィ★ボーイズ?) (2007) Serie TV
- Abarenbo Mama  (暴れん坊ママ?) (2007) Serie TV
- Kamen Rider Kiva  (仮面ライダーキバ?) (2008-2009) Serie TV
- Koizora  (恋空?) (2008) Serie TV
- Atashinchi no danshi  (アタシんちの男子?) (2009) Serie TV
- Otomen  (オトメン?) (2009) Serie TV
- Tanburingu  (タンブリング?) (2010) Serie TV
- Nasake no Onna ~ Kokuzeikyoku Sasatsukan~  (ナサケの女 〜国税局査察官〜?) (2010) Serie TV
- Gou ~Himetachi no Sengoku~  (江～姫たちの戦国～?) (2011) Serie TV
- Kurumi no Heya  (胡桃の部屋?) (2011) Serie TV
- Yotsuba Jinja Ura Kagyo Shitsuren Hoken~Kokuraseya  (四つ葉神社ウラ稼業 失恋保険〜告らせ屋〜?), nell'episodio 10 (2011)
- Teen Court ~10-dai no Saiban~  (ティーンコート～10代裁判～?) (2012) Serie TV
- Nemureru Mori no Jyukujyo  (眠れる森の熟女?) (2012) Serie TV
- Tokyo Eapoto : Tokyo Kuko Kansei Hoan Bu  (ＴＯＫＹＯエアポート : 東京空港管制保安部?) (2012) Serie TV
- Saito San 2  (斉藤さん2?) (2013) Serie TV
- Link  (Link?) (2013) Serie TV
- Rosuto Deizu  (ロストデイズ?) (2014) Serie TV
- Kabuka Boraku  (株価暴落?) (2014) Serie TV
- Hana Moyu  (花燃ゆ?) (2015) Serie TV
- Kuragehime (Fuji Tv, 2018)
- Lupin no musume (2019-2020)